# Буревісник сивий
Буревісник сивий (Puffinus griseus) — відносно великий морський птах роду буревісник (Puffinus). Має 40-50 см завдовжки і розмах крил 95-110 см. Гніздиться на невеликих островах півдня Тихого і Атлантичного океанів, переважно у Новій Зеландії, на Фолклендських островах і Вогняній землі. Узимку мігрує до північних частин відповідних океанів, зазвичай рухаючись на північ уздовж західного узбережжя, та повертаючись уздовж східного.